# 維多利亞國立美術館

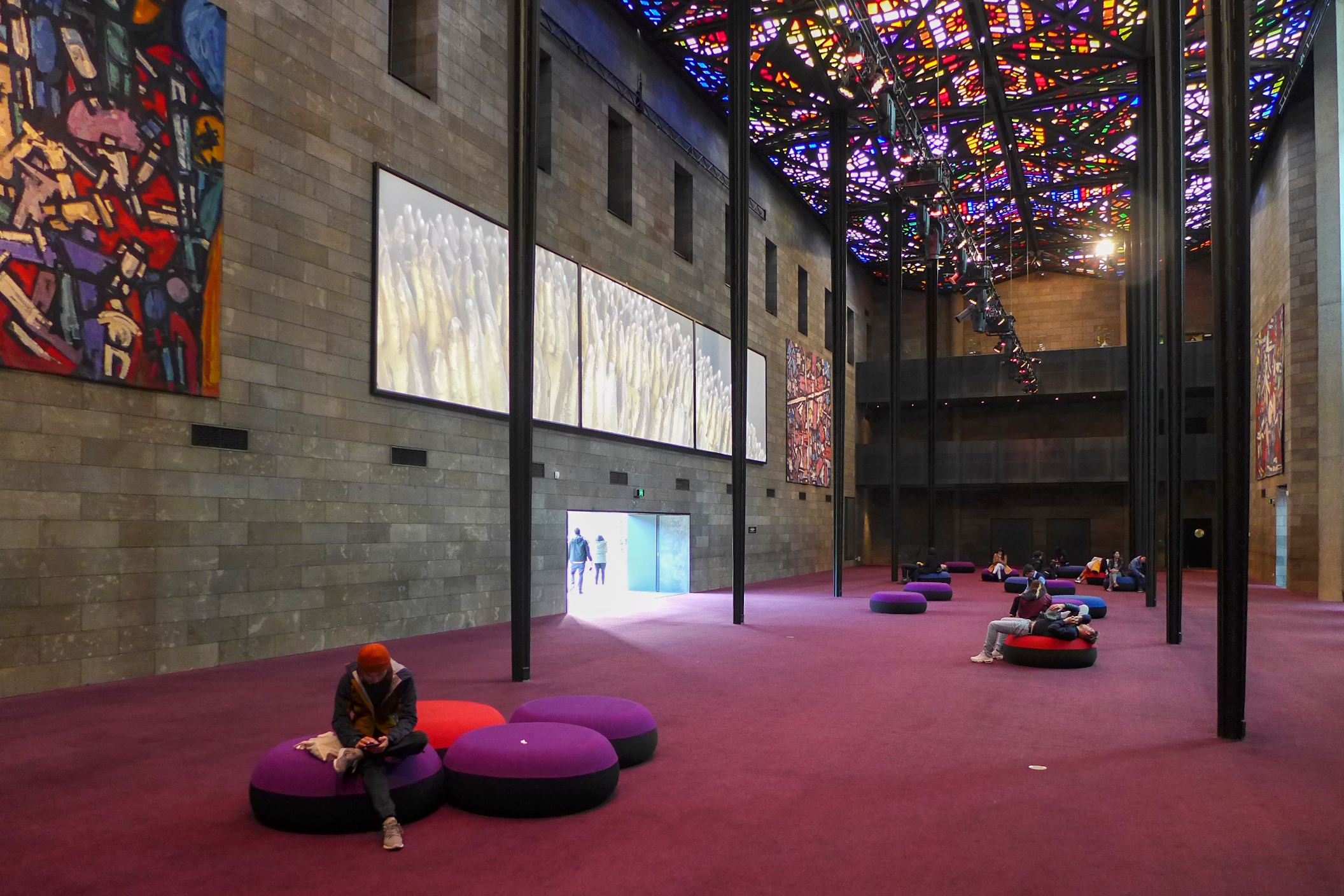
館內大堂有全世界最大的彩繪玻璃天棚，由澳洲藝術家雷奧納・法蘭奇設計，歷經五年後在1968年才完成配置

維多利亞國立美術館（英語：National Gallery of Victoria，縮寫：NGV）是一座位于澳大利亚墨尔本的公立美术馆，成立于1861年，是澳洲第一座公立美術館，也是澳洲規模最大、參觀人數最多，也最古老的美术馆。

## 历史

### 19世紀

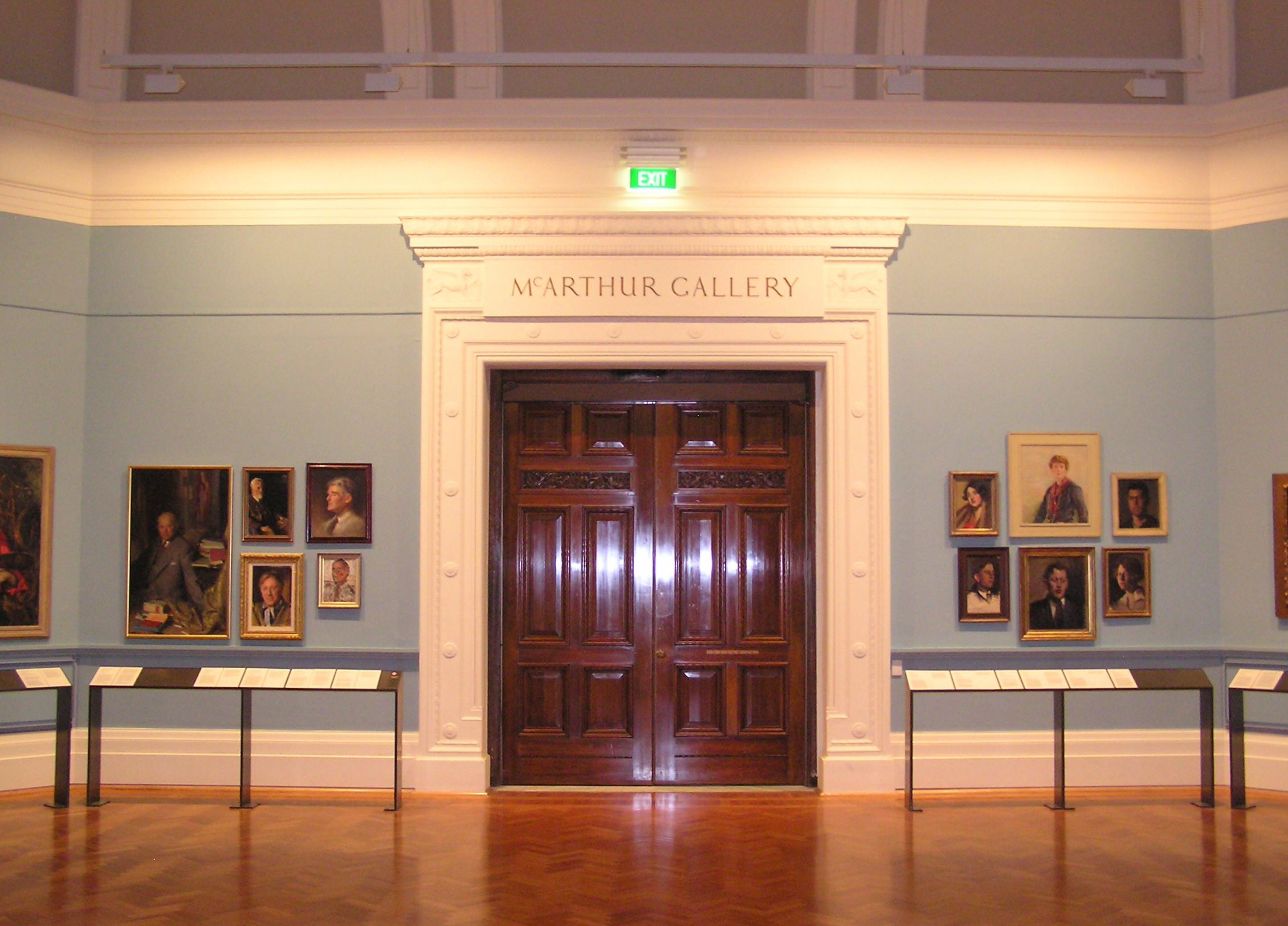
維多利亞國立美術館最初的正式展廳麥克阿瑟廳，現為維多利亞州立圖書館的作品展示廳

1850年，英國國會通過《1850年澳洲諸地憲法法令》將飛利浦地區從新南威爾斯州分離，正式成為維多利亞州，隔年因發現金礦而引發淘金潮，使維多利亞成為澳州最富裕的地區，首府墨爾本也成為澳洲最富有的城市，造成人口迅速擴張，居民開始要求政府建立一座公共美術館。1859年，維多利亞州政府承諾撥款2,000英鎊購買雕塑品。1861年5月，這些作品由時任總督亨利·巴克利爵士於斯旺斯頓街的一處建築展出（現為維多利亞州立圖書館），成為最初的美術館。1860年代早期，維多利亞州政府多次撥款購買英國及維多利亞藝術家的作品，直到1864年12月，首次在新開放的美術館中展出，但美術館規模一直不甚理想，因此多位設計師和藝術家都曾幫助設計過美術館，如俄羅斯藝術家尼古拉斯·謝瓦利耶繪製了美術館的大型設計圖，但最終未能興建。
1874年5月24日，第一個專為美術館建造的展場麥克阿瑟廳成立，隔年更名為維多利亞國立美術館。1888年，美術館以4000英鎊購買英國畫家勞倫斯·阿爾瑪-塔德瑪於1871年繪製的作品《The Vintage Festival》，這也是當時價格最昂貴的一次收購。

### 20世紀
美術館在澳洲企業家、收藏家阿爾弗雷德‧費爾頓自1904年開始長期捐贈作品後，計畫興建一座永久建築以展示及存放超過15,000件的館藏。但直到1943年，維多利亞州政府才擇定將美術館建於雅拉河以南的韋斯公園，並在1960年2月為興建工程撥款300萬英鎊和決定建築師為羅伊‧古朗斯。
1959年，興建新美術館的建築公司Grounds Romberg Boyd成立設計委員會。1967年，國立美術館的新建築完工落成，由時任維多利亞州州长亨利‧博爾特主持開幕典禮後，於1968年8月20日正式開放。新建築最具代表性的特色之一是位於大堂的彩繪玻璃天棚，該棚為全球最大的玻璃帷幕。

### 21世紀
2000年10月10日，美術館欲更換館內老舊的設備和設施，州政府也允諾提供大部分資金，但為籌措不足的經費，美術館開始了募款活動以尋求私人捐款，該活動也獲得回響，由伊恩波特基金會捐款了1,500萬美元；澳洲企業家維克多·斯莫根捐贈300萬美元；Clemenger基金會捐款200萬美元；澳洲慈善家詹姆斯‧費爾法克斯和普拉特基金會各捐贈100萬美元。
美術館於2002年6月30日關閉整修，2003年12月4日由時任維多利亞州州长史蒂夫‧布拉克斯主持重新開幕。
目前美術館擁有兩個館址，分別是NGV國際及伊恩·波特中心，NGV國際位於南岸聖基爾達，於1968年開放，2002年閉館整修後於2003年重新開放；伊恩·波特中心（又稱NGV澳洲）位於聯邦廣場附近。

## 事件
1986年，館藏中的畢卡索作品《哭泣的女人》遭竊，一個自稱「澳大利亞文化恐怖分子」的組織宣稱他們策劃了該次行動，並表示是為抗議當時的維多利亞州政府對藝術家的不良待遇，要求為年輕藝術家設立藝術獎作為該畫作的贖金。兩周後，畫作在一座車站的寄物櫃中被發現，且並未受損。

## 参观信息
NGV国际馆及伊恩·波特中心的开放时间均为当地时间10:00至17:00，澳新军团日（每年4月25日）的开放时间为13:00至17:00，两馆在圣诞节当天闭馆。美术馆提供多种无障碍服务，包括语音解说、手语解说、轮椅服务、助听系统、盲文标识以及支持侍伴和照护者，导盲犬及其他持证协助犬均可进馆并参观所有项目。

## 圖庫

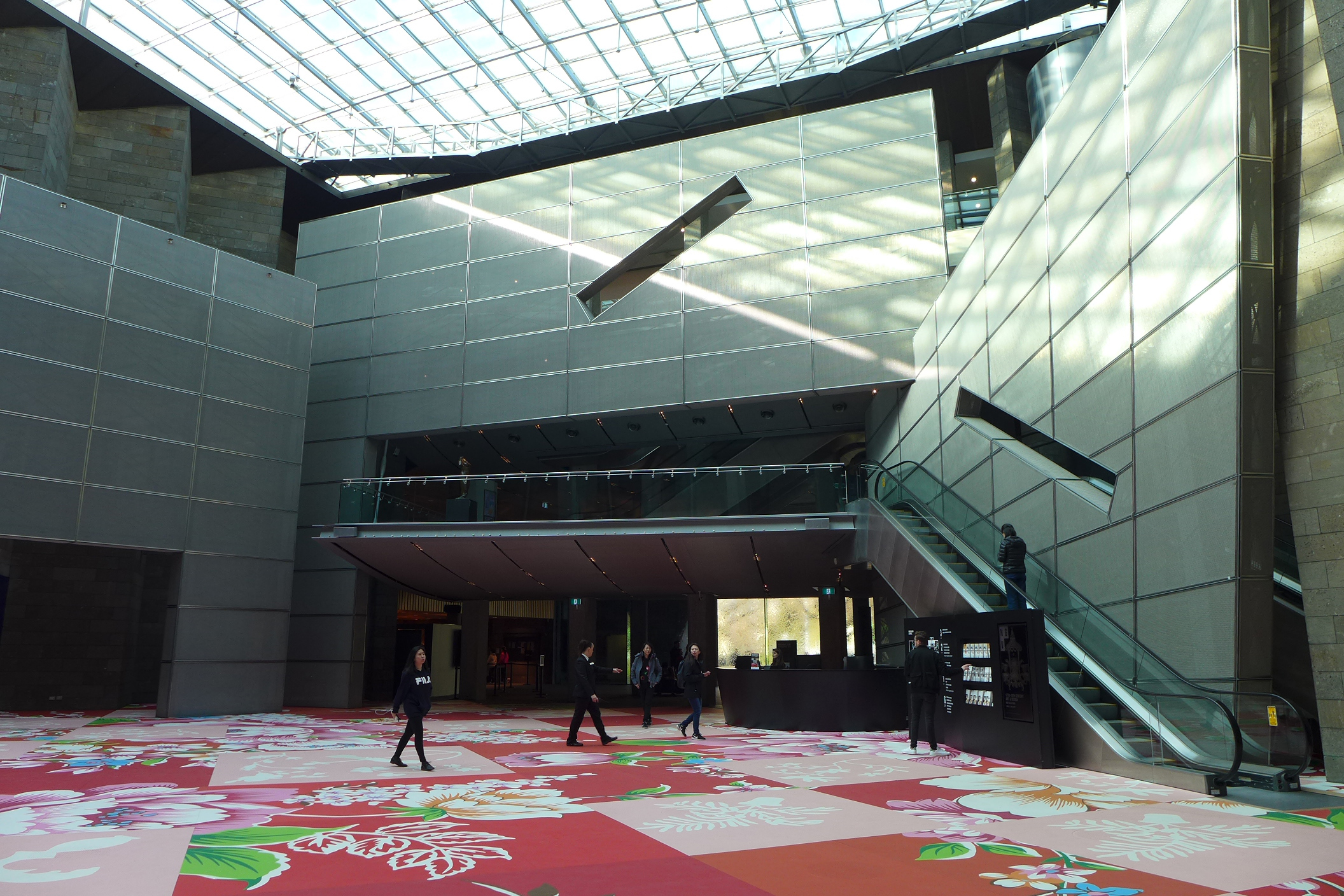
聯邦廳
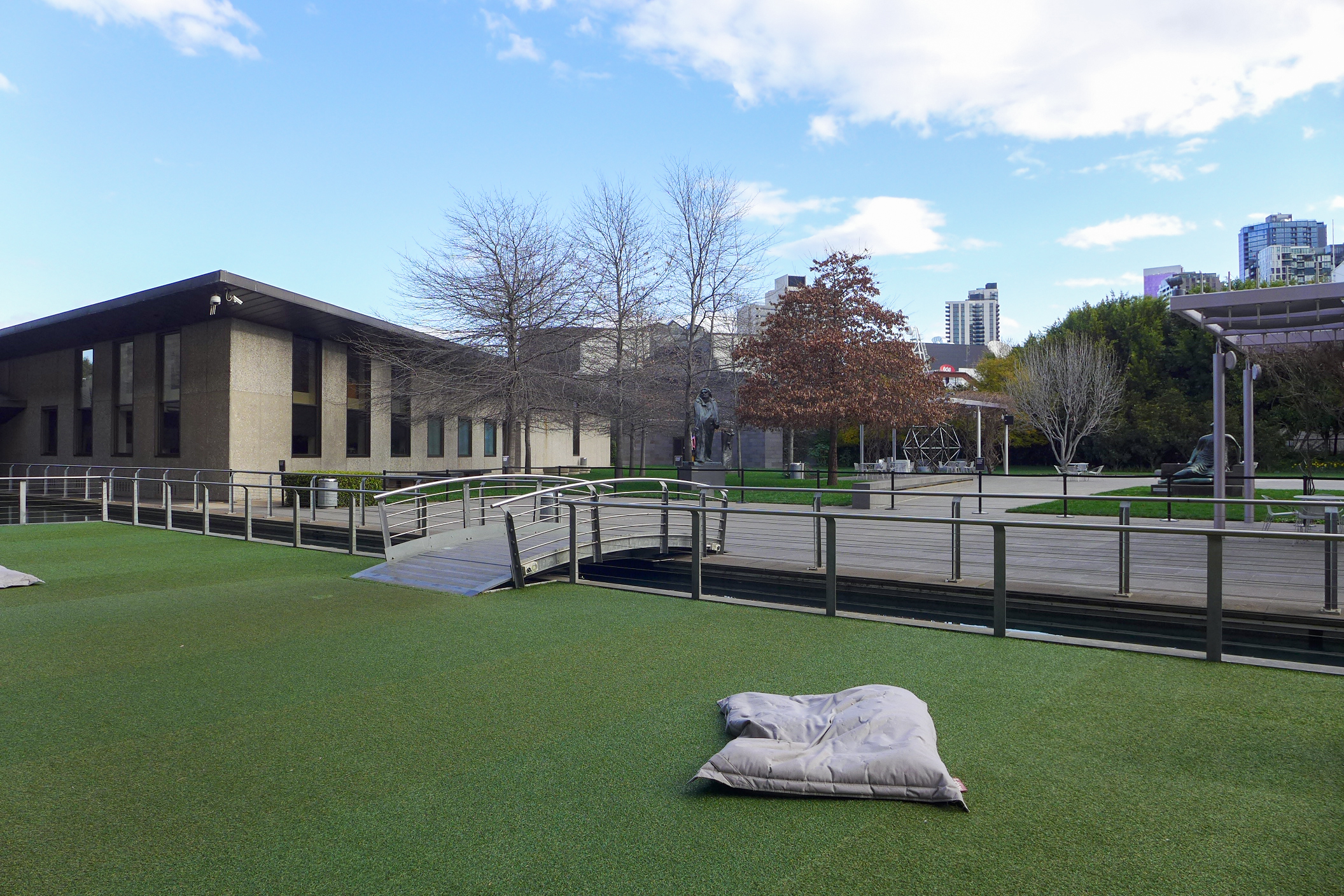
Grollo Equiset花園
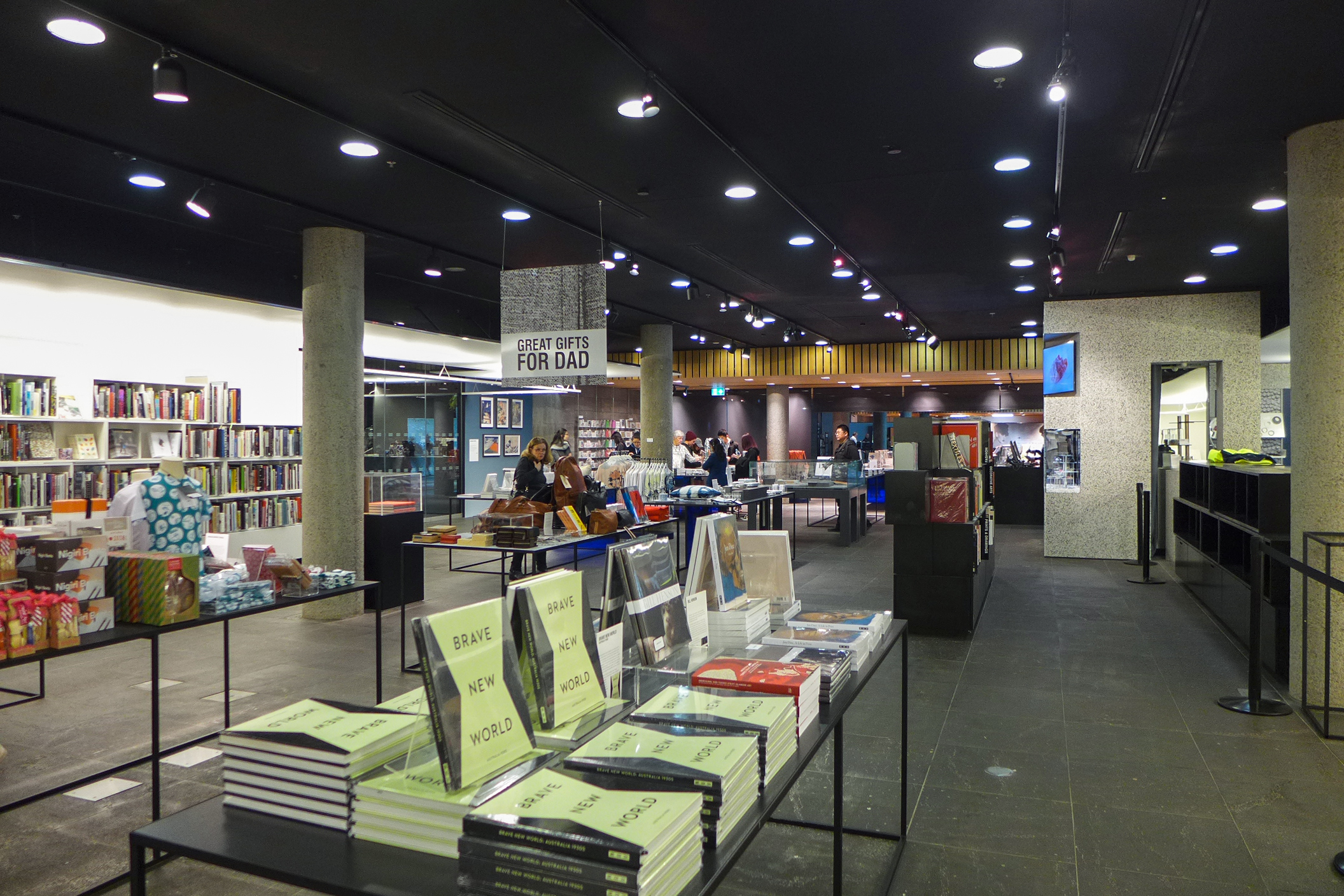
NGV设计商店
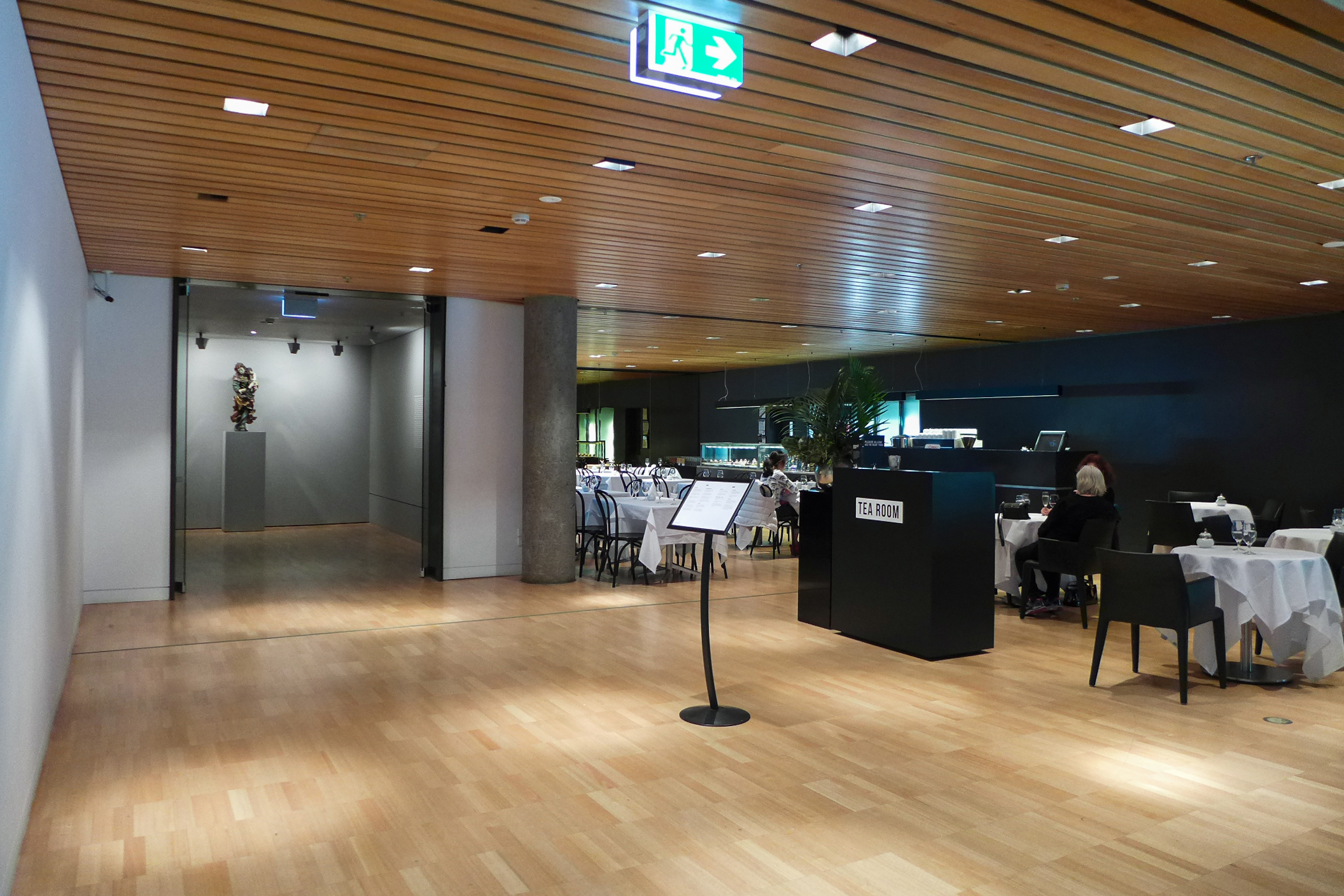
茶室 Tea Room
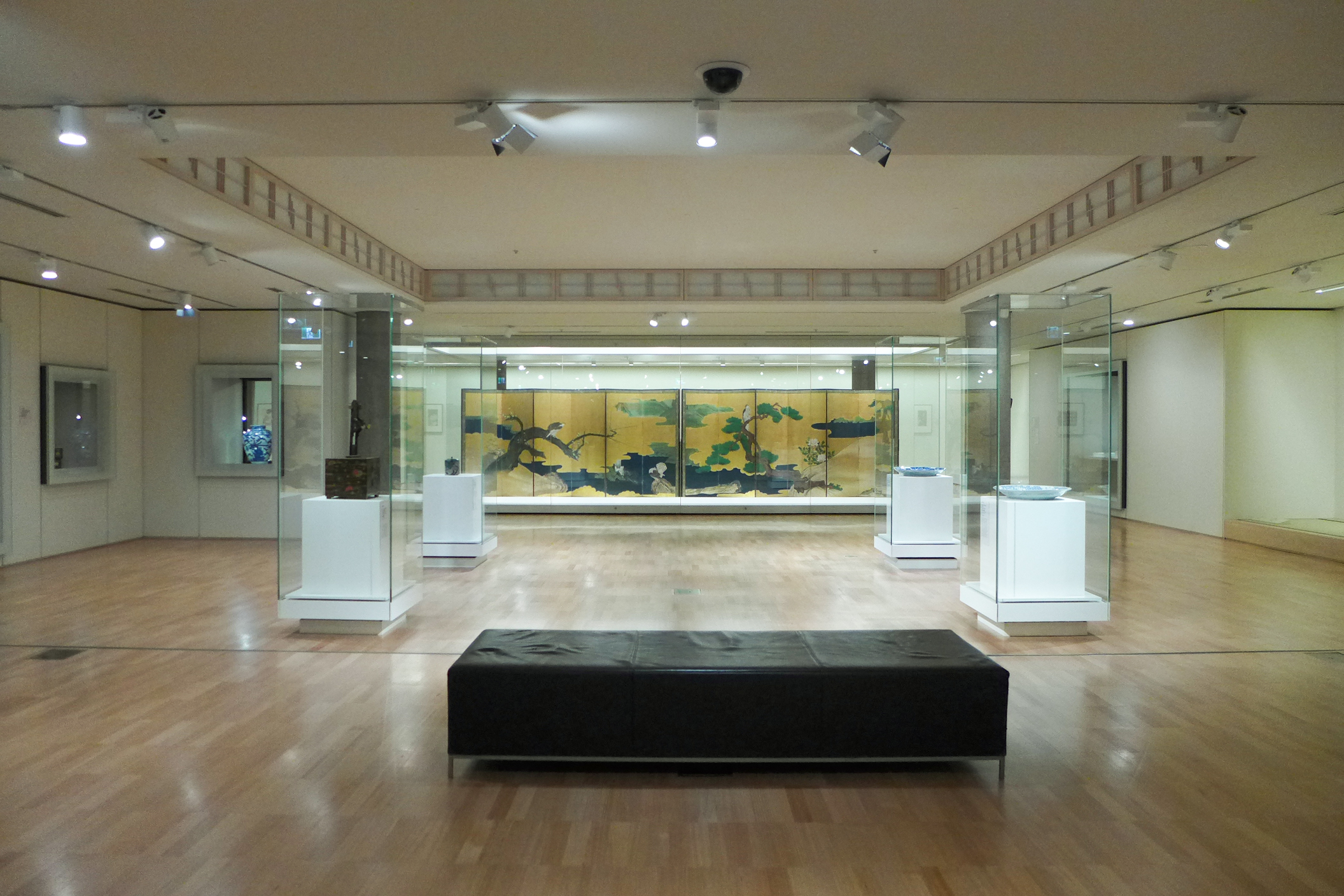
1樓日本藝術展廳
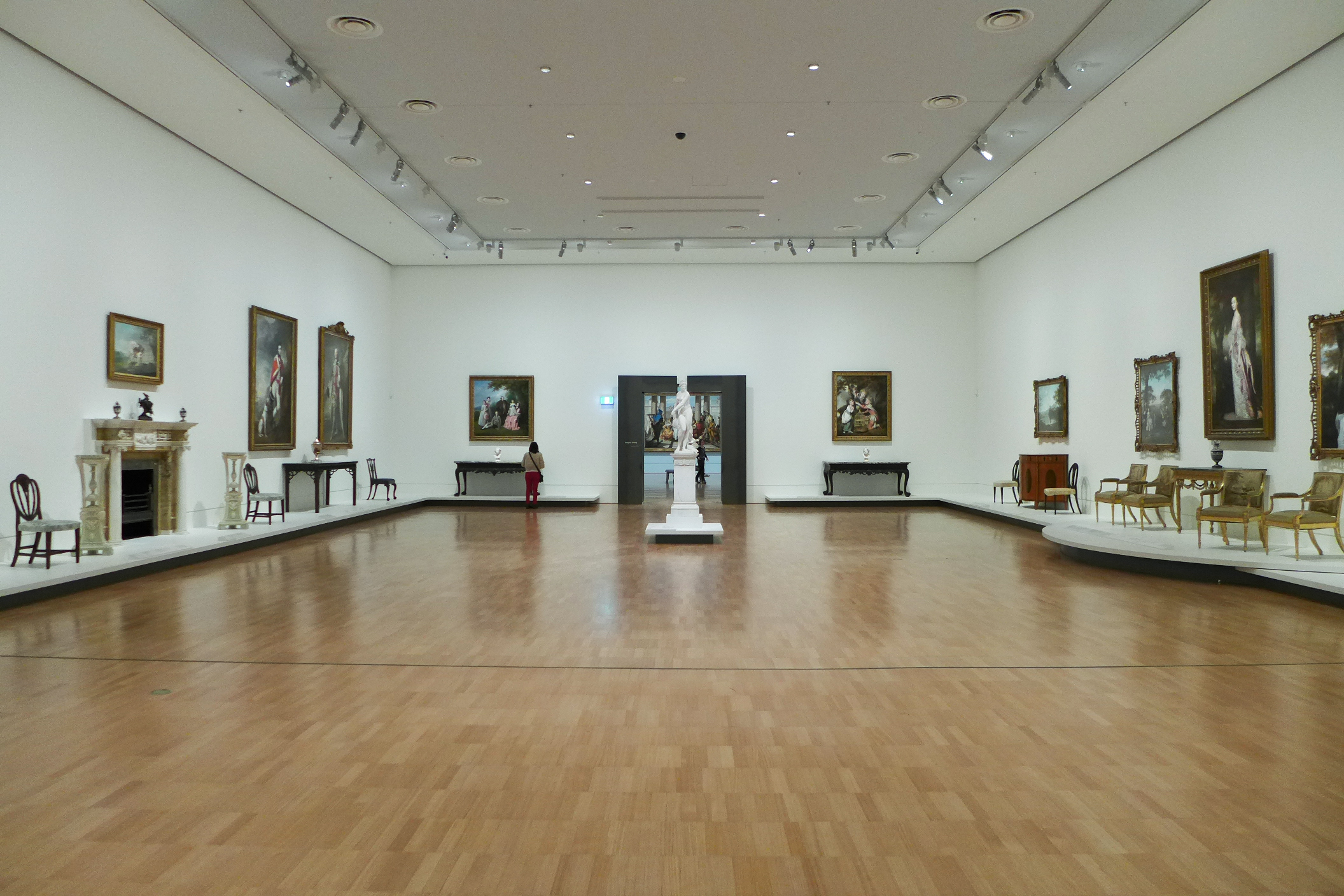
2樓18-19世紀英國和歐洲藝術展廳
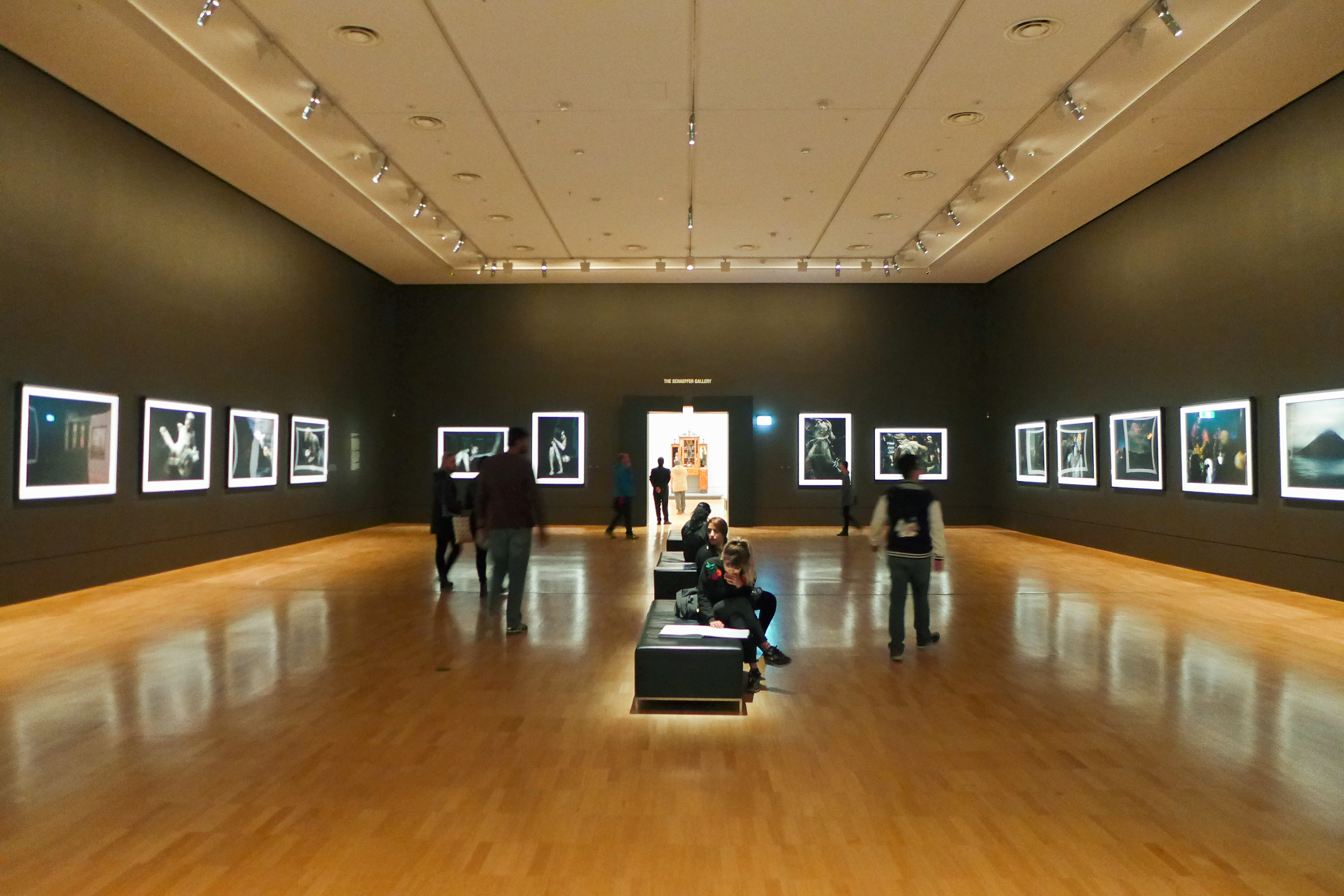
2樓澳洲當代藝術家展廳
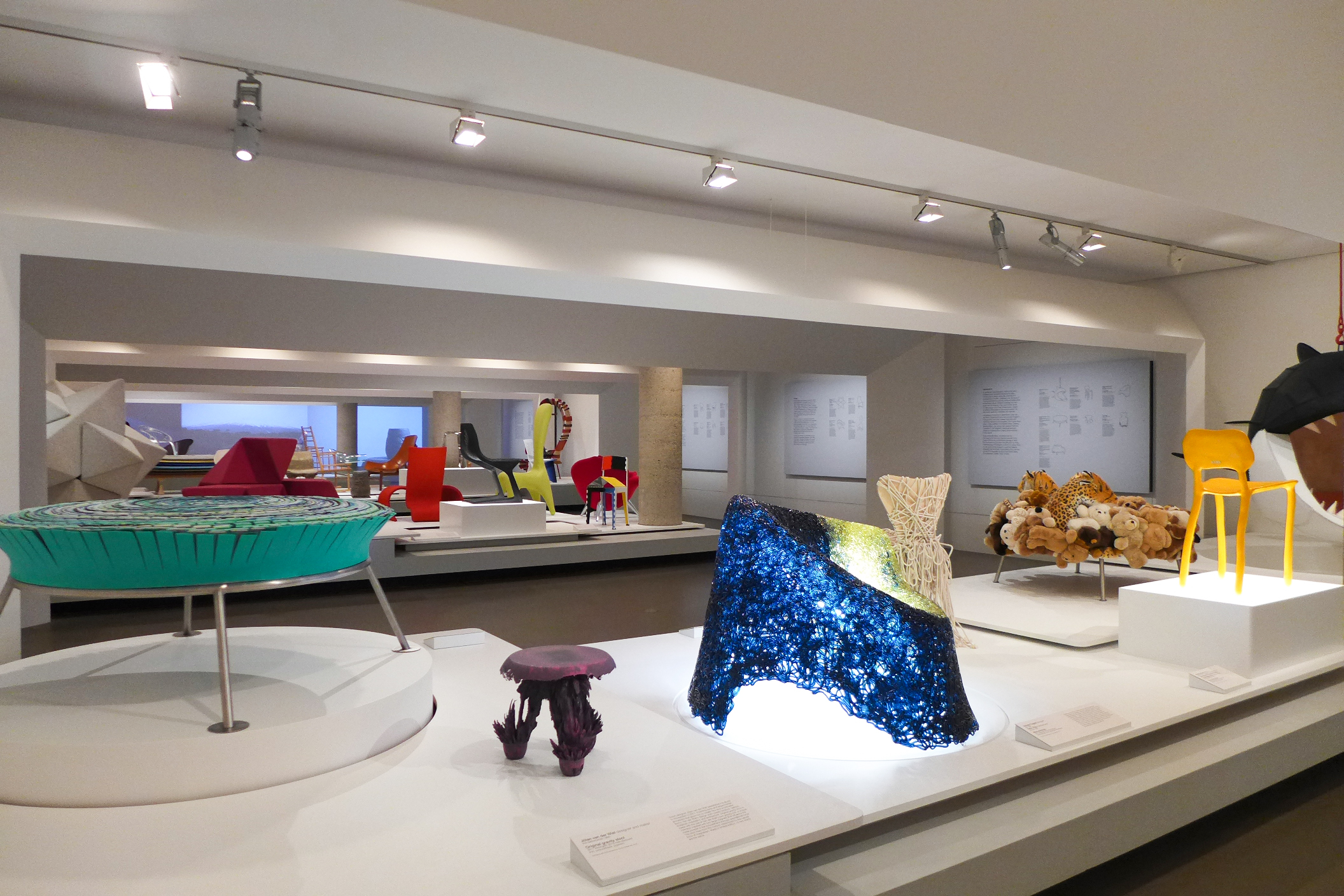
3樓當代藝術展廳
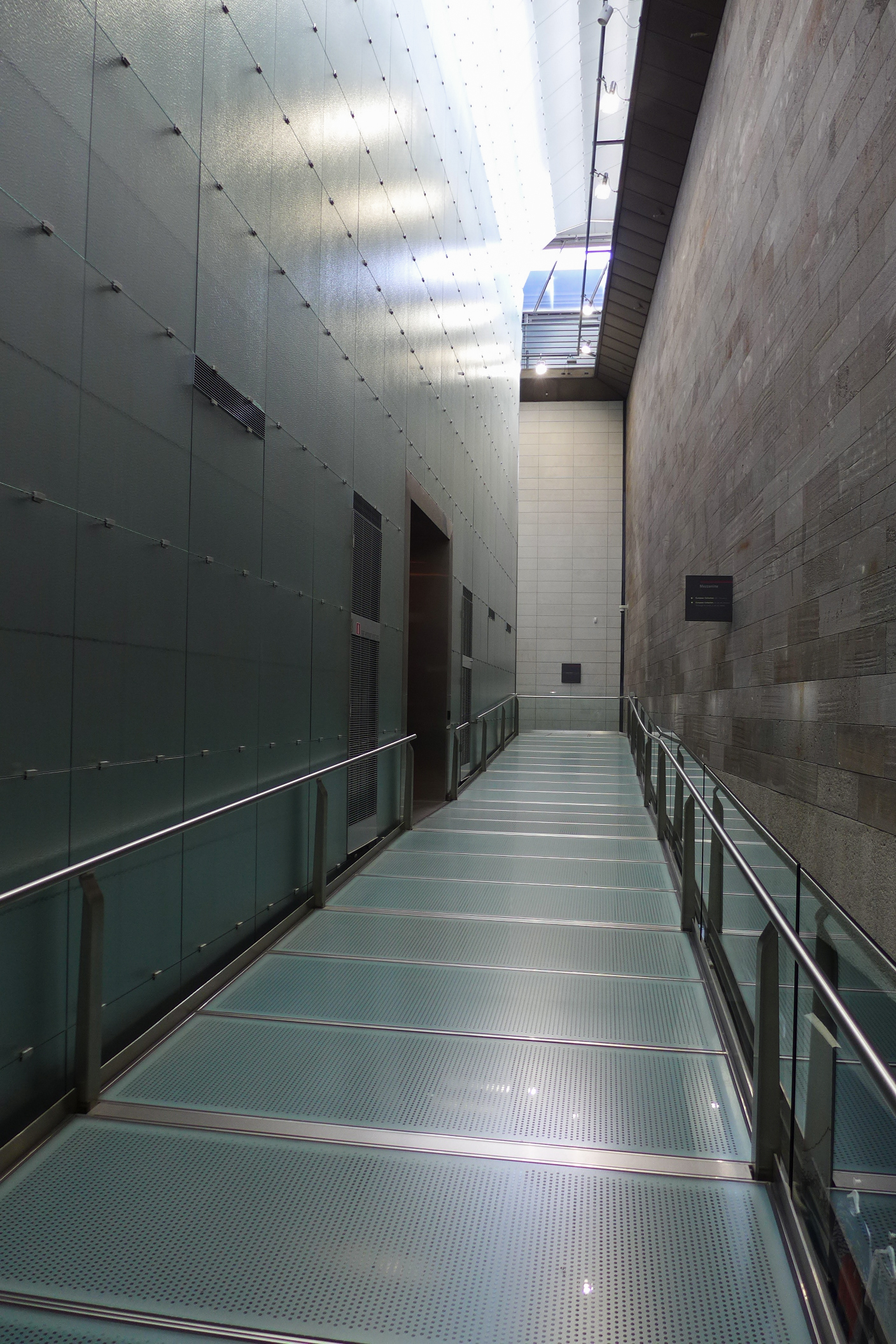
展廳內的斜道
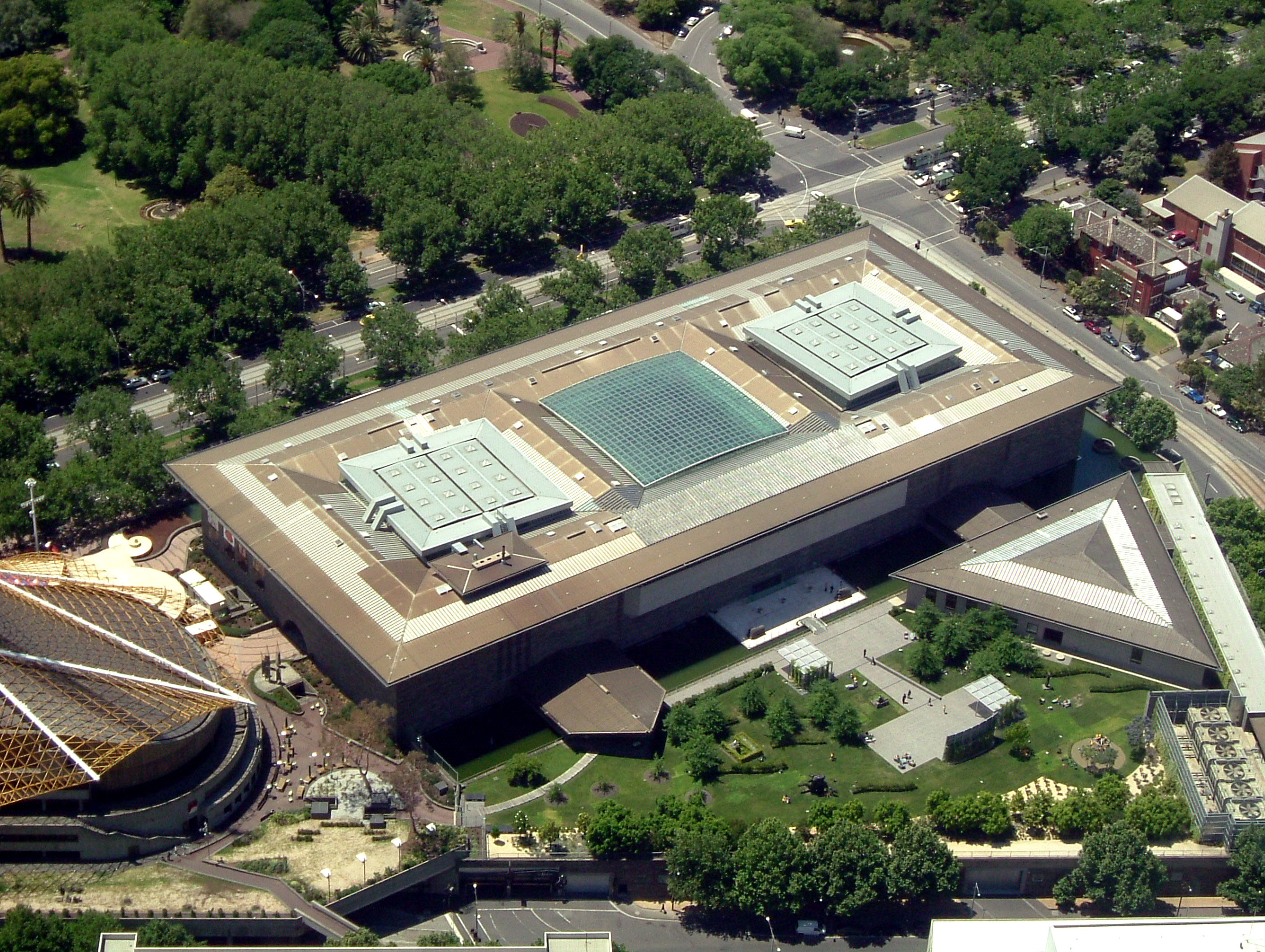
高空拍攝的美術館